# Andrej Praprotnik
Andrej Praprotnik, slovenski učitelj, pesnik, pisatelj in  urednik, * 9. november 1827, Podbrezje, † 25. junij 1895, Ljubljana.
Najuglednejši slovenski osnovnošolski učitelj svoje dobe, pedagoški pisec, narodni buditelj in organizator slovenskega šolstva je bil nedvomno Andrej Praprotnik. Bil je osrednja osebnost med slovenskimi šolniki in spoštovan tudi pri svojih sodobnikih. Za časa njegovega delovanja so bili slovenski učitelji slabo plačani in tudi narodno ne preveč zavedni, a jim je on s svojim delovanjem in osebnim zgledom vdihnil samozavest in narodno zavednost. To je dosegel tako, da se je tedanje slovensko učiteljstvo organiziralo na narodni podlagi in se zavedlo, da je biti učitelj najvažnejši poklic na slovenskem, če želimo, da bo slovenski narod izobražen. Slovenske učitelje je pozival k enotnemu delovanju v učiteljskem društvu. Budil in bodril jih je tudi s svojo poezijo, kar je izrazil v pesmi z naslovom Naprej ( najprej je bila objavljena v prvem hrvaškem pedagoškem časopisu Napredak, a so jo leta 1860 ponatisnile tudi ljubljanske Novice). V eni izmed petih kitic s prispodobo pove, da je moč v enotnosti in združevanju:
»Izvirje malo prišumlja iz skale,
in dalje ko se vije, bolj se širi,
naraste reka se iz vode male,
ki v silnem morji zadnjič se umiri.«
(Citirano: HOJAN Tatjana, 2007, članek Oris življenja in dela Andreja Praprotnika (1827 – 1895), Glas občine Naklo, september 2007, izdaja občina Naklo)
Učitelje je nagovarjal k literarnemu ustvarjanju in pisanju slovenskih učbenikov in jim tudi svetoval naj se s časopisnimi članki borijo za svoje pravice in izboljšanje položaja v družbi. Spodbujal jih je naj nikoli ne bodo zadovoljni s tem, kar znajo, da morajo s časom napredovati in se nenehno izpopolnjevati in se učiti. Svetoval jim je, naj svoje delo opravljajo z veseljem, kajti le, če bodo v svojem poklicu zadovoljni bodo na ta način našli tudi osebno srečo in zadovoljstvo. Najboljši primer takšnega učitelja je bil Praprotnik sam, s svojim zgledom.

## Življenjepis
Andrej Praprotnik je bil najstarejši izmed sedmih otrok cerkovnika Jožefa in cerkovnice Marije Praprotnik. Podbreški župnik ga je navdušil za šolanje in ko je bil star osem let, ga je oče poslal v šolo k svojemu bratu Jakobu v Kranj, kjer se je učil tudi igranja na orgle. Na šolanje v Kranju ni imel lepih spominov, saj je menil, da so ga z nemščino trpinčili in mu vpijali v glavo čudne besede, saj je bil otrok slovenskih staršev in doma so govorili slovensko.
Jeseni leta 1841 je odšel v Ljubljano in se vpisal na učiteljsko pripravnico, v kateri je bila nemščina glavna saj so le enkrat samkrat brali Metelkovo slovnico, čeprav je bila že zdavnaj prej napisana. Po končani šoli je odšel domov v Podbrezje in kot pripravnik dve leti učil na domači šoli. Septembra leta 1847 je v Ljubljani opravil učiteljski izpit in za dve leti odšel poučevat v Kamno Gorico. Tam se je seznanil s politikom Lovrom Tomanom, pisateljem, pesnikom in jezikoslovcem Matijem Valjavcem in kaplanom Janezom Volkom. Ti ljudje so utrjevali Praprotnikovo narodno zavednost in ljubezen do materinščine. 
Leta 1848, ko je v habsburški monarhiji prišlo do »pomladi narodov« so te dunajski dogodki močno odmevali tudi na Gorenjskem, ker je odlok dunajske vlade v principu priznal materinščino kot učni jezik v šolah. V Radovljici je bilo ustanovljeno slovensko društvo uglednih prebivalcev Radovljice in okolice, katerega član je bil tudi Praprotnik. Tam so se trikrat tedensko učili slovenskega jezika. Tudi po Sloveniji se je gibanje odražalo kot program, ki je uveljavljal slovenščino v javnosti, se zavzemal za ustanovitev univerze v Ljubljani, za tiskanje novih šolskih knjig in za idejo o ustanovitvi učiteljskega časopisa. Vse to je povzročilo tudi boj med nemškutarji in zavednimi Slovenci. Vsi ti dogodki so Praprotnika vzpodbudili, da je intenzivno pisal za različne časopise, kot so: Slovenija, Drobtinice, Slovenska Bčela, Zgodnja Danica in mladinski časopis Vedež. Objavljal je kratke povesti in basni.
Oktobra leta 1851 je začel poučevati v deški šoli v Škofje Loki, kjer je ostal dve leti in nato leta 1853 odšel na novo ustanovljeno šolo v Dobrovi pri Ljubljani. V tistem času so bili učitelji slabo plačani in njihovi dohodki so bili odvisni predvsem od prispevkov župljanov, zato si niso mogli privoščiti nakupa knjig in časopisov. Praprotnik se je zavedal, da edino učitelj, ki prebere veliko knjig tudi razgledan in da bi zato morali imeli učitelji na razpolago čim več knjig, časopisov in druge literature. Zato se je še z drugimi kolegi učitelji dogovoril, da so si med seboj gradivo izposojali. Določili so tudi mesečni prispevek za nakup novih knjig in časopisov in leta 1856 so imeli v svoji knjižnici že okoli petdeset knjig. Kmalu je ta ideja prerasla v ustanovitev prve učiteljske knjižnice, ki je od leta 1858 delovala v Ljubljani in imela že 383 del v 797 zvezkih. Leta 1862 jo je prevzel v upravljanje Praprotnik, jo reorganiziral in tako omogočil njeno preživetje. Vedel je, da ima slovenska knjiga velik pomen za kulturni napredek in razvoj preprostega slovenskega ljudstva, zato je bil zelo dejaven tudi pri ustanavljanju župnijskih knjižnic. Svoje izkušnje pri tem delu je predstavil v časopisnem članku in podrobno navedel deset pravil, ki jih je treba upoštevati, da bi take knjižnice uspešno delovale.
Leta 1857 je z odliko opravil izpit iz vzgoje slovja pri profesorju Jožefu Poklukarju. Poleg šolskih otrok je na Dobrovi poučeval tudi odrasle. Leta 1857 se je z eno izmed svojih odraslih učenk Marijo Birtič tudi poročil. Živela sta na Dobrovi, kjer se jima je rodilo šest otrok. Kar štiri od petih hčera so postale učiteljice. Praprotnik se je zavedal, da izobražena žena lahko veliko pripomore k dobri vzgoji svojih otrok, zato jo je poslal na enoletno dodatno izobraževanje k uršulinkam v Škofjo Loko. Na Dobrovi je poučeval pet let in nato leta 1858 pričel poučevati na prvi mestni deški ljudski šoli v Ljubljani (današnja osnova šola Ledina). Leta 1870 je postal tudi njen ravnatelj. Štiri leta kasneje ga je deželni šolski svet imenoval tudi za nadučitelja in šolskega vodjo. Na tej šoli je Praprotnik služboval 32 let, dokler se ni upokojil. 
Leta 1860 je skupaj z dr. Francem Močnikom ustanovil društvo katerega namen je bilo podpirati kranjsko ljudsko šolstvo z učnimi pripomočki. Osem let kasneje je bilo ustanovljeno tudi učiteljsko društvo za kranjsko. Od leta 1862 do 66 je bil tajnik narodne čitalnice v Ljubljani, katere glavni namen je bil širiti slovensko besedo in kulturo. Leta 1867 je postal tudi član njenega odbora. Leta 1864 je bila v Ljubljani ustanovljena Matica Slovenska (Slovenska matica), pri kateri so izhajala znanstvena in leposlovna dela, nekaj časa pa tudi srednješolski učbeniki. V Slovenski matici je Praprotnim deloval kot odbornik, in nekaj časa tudi kot tajnik, polnih 31 let, kar dvanajst let je bil njen ključar in več let tudi član knjižnega odseka. 
Leta 1869 je bil kot šolski izvedenec povabljen v deželni šolski svet, ki ga je leta 1871 tudi imenoval za člana izpraševalne komisije pri strokovnih izpitih za učitelje ljudskih in meščanskih šol. Leta 1883 je bil izvoljen v komisijo za slovenske šolske knjige za ljudske šole, ki je skrbela za izid slovenskih učbenikov in je eno leto kasneje postal tudi njen predsednik.
Leta 1870 mu je umrla žena Marija. Po enem letu se je poročil s Klotildo Žagarjevo, ki je bila zelo izobražena, saj je bila guvernanta (domača učiteljica) pri grofu Barbo-Waxensteinu in je obvladala tri jezike (poleg slovenščine tudi francoski in nemški jezik). Z njo je imel šest otrok, štirje od katerih so zaradi bolezni umrli preden so dopolnili štiri leta. Klotilda je zaradi jetike leta 1880 umrla. Dve preživeli hčerki iz tega zakona sta postali učiteljici, saj je Praprotnik s svojo vzgojo in zgledom znal približati učiteljski poklic tudi svojim otrokom.
Leta 1873 so se zaradi volitev odnosi med Nemci in Slovenci zelo zaostrili in zato je bil Praprotnik kot glavni organizator slovenskih šolnikov zelo izpostavljen političnim pritiskom z Nemške strani. Leta 1883 je praznoval 25 let svojega službovanja v šoli na Ledini in 35 let učiteljevanja nasploh. Ob tem dogodku je učiteljsko društvo Praprotniku napisalo zahvalo in pohvalo za njegova dela na področju slovenščine in učiteljstva. Želeli so mu sporočiti, da ga častijo, spoštujejo in cenijo njegovo delo.
16. julija leta 1883 je kranjsko in Ljubljano obiskal cesar Franc Jožef I., ki mu je bil Praprotnik tudi predstavljen. Dva meseca po tem dogodku je iz Dunaja za Praprotnika prišlo odlikovanje z zlatim križem za zasluge s krono – Odlikovanje za dolgoletno uspešno delo na področju šolstva. 
Leta 1890 se je Andrej Praprotnik upokojil, neozdravljivo zbolel za kroničnim vnetjem hrbtnega mozga in v svojem 68 letu umrl v Ljubljani. Nagrobni spomenik mu je postavilo slovensko učiteljsko društvo in na njem je vklesana zadnja kitica iz njegove ponarodele pesmi Moj dom:
»V domači gomili
se spava sladko,
mi bratje, sestrice
rahljajo zemljo.«
(Citirano: SINOBAD Dunja, 2007, izvirni znanstveni članek Šolnik Andrej Praprotnik (1827 – 1895), Šolska kronika 2, št. 16/2007, izdaja Slovenski šolski muzej )
Pogreba, ki je bil 27. junija 1895, se je udeležilo izjemno veliko ljudi, pokopan je bil najprej pri svetem Krištofu in pozneje prekopan na Žale.
V Podbrezjah je v steno njegove rojstne hiše vzidana spominska plošča z njegovim doprsnim portretom, okoli katerega je izklesano njegovo geslo:
»Prva skrb mi je mladina, ravno tako domovina.«
(Citirano: ČUK S., 1995, članek Andrej Praprotnik, revija Ognjišče št.6, izdaja Tiskovno društvo Ognjišče Koper)
Med drugo svetovno vojno so domačini v Podbrezjah to spominsko ploščo sneli, da so jo zavarovali in ohranili pred nacisti. Leta 1978, ob 150-letnici Praprotnikovega rojstva, so jo dne 12. februarja vzidali v steno Doma kulture v Podbrezjah.
V Ljubljani o njem priča relief z napisom Andrej Praprotnik, ki se razprostira čez celo steno stare viške osnovne šole ob Tržaški cesti. Prav tak relief je krasil tudi eno izmed sten na osnovni šoli Ledina, dokler niso sezidali prizidka.

## Delo
Praprotnik je že kot mlad učitelj pri svojih dvajsetih letih spoznal, da je slovensko mladino treba poučevati v maternem jeziku in ne v nemščini. Ker takrat na razpolago ni bilo ustreznih uporabnih učbenikov je zato, da bi mladini približal materni jezik in jih zanj navdušil, začel pisati učbenike za učenje slovenskega jezika, kar je bilo v tistem času odločilo dejanje tudi za vzpodbujanje narodne zavesti. Za svoje učence je vsak dan posebej pripravljal zapiske iz slovnice in pravopisa, ki so jih potem uporabljali pri pouku. Da bi čim bolje izpopolnil svoje znanje slovenskega jezika, ki ga je potreboval pri pisanju učbenikov za šolsko mladino, je leta 1851 opravil pri profesorju slov. filologije Francu Metelku izpit iz slovenskega jezika. Izpit je opravil tako odlično, da si je po mnenju Metelka zaradi temeljitega znanja zaslužil »sloveče izpričevalo«.

### Ućbeniki
Za časa službovanja na Dobrovi je na pobudo dr. Franca Močnika napisal Slovenski Abecednik in slovenski del za Slovensko – Nemški abecednik, ki sta izšla leta 1856 na Dunaju. Istega leta so v Ljubljani izšli tudi njegovi Zgledi za pervence ki se brati in pisati ob enem uče. Leta 1857 pa sta na Dunaju izšla njegova osnovnošolska učbenika Pervo berilo za slovenske šole in Drugo berilo za slovenske šole. Leta 1868 je na Dunaju izdal Slovenski abecednik za pervi razred ljudskih šol, naslednje leto pa v Ljubljani Slovensko slovnico za pervence, ki je bila tako uspešen učbenik da so ga kar petkrat ponatisnili. 

### Pesmi
Poleg učbenikov je pisal tudi pesmi, ki so bile nabožne in priložnostne. Prvo svojo pesmarico je izdal 1856 leta (Pesmi cerkvene in druge), ki je bila namenjena odraslim, za mladino pa je leta 1864 napisal Svete pesmi za šolsko mladost. 
Mnoge njegove pesmi so uglasbili Anton Hajdrih, Anton Foerster, Fran Gerbič, Gregor Rihar in drugi. Njegovi najbolj znani uglasbeni pesmi sta Moj dom in Glej zvezdice božje, ki je še danes najbolj priljubljena slovenska božična pesem in je zelo kmalu po nastanku ponarodela. Z uglasbitvijo nekaterih njegovih cerkvenih slovenskih pesmi so dosegli tudi to, da v cerkvah niso več prevladovale nemške pesmi (Sveta noč in druge). 

### Prevajanja in knjga o gobah
Praprotnik je delal tudi kot prevajalec iz nemščine. Prevedel je knjižico Dolžnosti podložnih do svojega cesarja, ki je bila namenjena ljudskim šolam. Po vladnem naročilu je leta 1879 prevedel Poučilo o vzrokih, znamenjih in preteku nalezljivih, kužnih živinskih bolezni vštevši govejo kugo. Praprotnik je tako obvladal nemščino, da je lahko prevajal tudi strokovne knjige in ker je izhajal iz kmečkega okolja, je znal prevajati v slovenski jezik dela, razumljiva tudi preprostemu slovenskemu kmetu. 
Po navodilih dr. Janeza Bleiweisa je napisal strokovno delo z naslovom Jedilne in strupene gobe, ki pa nikoli ni bilo izdano. Njegovo delo je nadaljeval njegov zet novinar Ante Beg (mož Praprotnikove hčere Ivane), ki je napisal prvo knjigo o gobah v slovenščini.

### Urednik časopisov
Leta 1859 se je Praprotnik prvič preizkusil kot urednik pri glasbenem mesečniku Cäcilia. V Novicah je ob koncu leta 1860 napovedal načrt izhajanja novega strokovnega časopisa Učiteljski tovariš. 1. januarja 1861 je izšla prva številka tega časopisa. Nadvse skrbno je Praprotnik časopis urejal in sam pisal zanj tudi večino prispevkov. V njem je objavljal članke o šolskih, vzgojnih in učiteljskih temah. V teh člankih je razpravljal o metodiki posameznih predmetov, zlasti slovenščine, računstva in petja, o odnosu med starši in šolo, učiteljem in učenci, vzgoji otrok in še posebej o liku učitelja in o njegovem strokovnem usposabljanju. Učiteljski tovariš je prvo leto izhajal enkrat mesečno, od leta 1862 do 1891 pa dvakrat mesečno. V izdajanje časopisa je vložil ogromno svojega dela, energije in prostega časa. Bil je njegov življenjski projekt in ima izjemo velik pomen za razvoj slovenskega šolstva in jezika. 
Leta 1873 je urednikovanje časopisa prepustil Mateju Močniku. Tri leta kasneje po predaji urednikovanja, leta 1876, je Praprotnik poslovenil in priredil Glaskovalni, pisalno – bralni in čerkovalni poduk z napeljevanjem, kako se rabijo tablice in omarice s čerkami po avtorju Vincencu Prauseku.

### Darek pridni mladosti, koledarja in letopts matice slovenske
Leta 1861 je izšel tudi prvi izmed treh zvezkov Praprotnikovega dela Darek pridni mladosti, naslednja dva zvezka sta izšla v naslednjih dveh letih. Knjižice so bile namenjene mladini, v njih so bili poučni sestavki, pesmi in povesti.
Leta 1858 je Praprotnik v Ljubljani izdal še Koledar slovenski za navadno leto 1858. Tudi za leta 1866, 67 in 68 je uredil koledar, po imenu Palček. 
Kot tajnik je od leta 1876 – 80 sestavljal letna poročila Slovenske matice z naslovom Letopis Matice Slovenske.

### Slovenski spisovnik, tretje berilo in mali šolski besednjak
Maja leta 1875 so ljubljanski mestni očetje pod vplivom nemškutarjev vložili protest proti učenju slovenskega jezika v realki. Dosegli so celo selitev prve mestne šole v staro poslopje ljubljanskega liceja in to dogajanje okoli selitve je zelo prizadelo Praprotnika. Nasprotovanja in napadi, ki jih je bil deležen so zavrli njegovo ustvarjanje, vendar je napisal še nekaj pomembnih del. Dokončal je Slovenski spisovnik, svetovalec o vseh pisarskih opravilih, ki je izšel leta 1879 v Celovcu. Ta knjiga je bila v pomoč slovenskemu neizobraženemu človeku, da je znal sam napisati tudi razne uradne dopise, izjave in prošnje.
Pri Slovenski matici leta 1876 objavil življenjepis dr. Lovra Tomana, v drugem delu pa uredil Tomanove pesmi. Istega leta je končal rokopis Tretjega berila v katerem je bil 223 bralnih vaj, vendar ni znano, da bi to berilo kdaj izšlo.
Tik pred upokojitvijo je pripravil izdajo Malega šolskega besednjaka slovenskega in nemškega jezika in s tem je bilo njegovo delo pred upokojitvijo končano.